# 熟練
| ウィキペディアには「熟練」という見出しの百科事典記事はありません（タイトルに「熟練」を含むページの一覧/「熟練」で始まるページの一覧）。 代わりにウィクショナリーのページ「熟練」が役に立つかもしれません。 |